# Orchestique
L'orchestique (du grec ορχηστικός) peut être définie comme l'art de la danse, la science du mouvement, principalement dans l'Antiquité. Dans la Grèce antique, le terme désigne principalement les exercices de gymnastique.